# Euphorbia reconciliationis
Euphorbia reconciliationis är en törelväxtart som beskrevs av Radcl.-sm.. Euphorbia reconciliationis ingår i släktet törlar, och familjen törelväxter. Inga underarter finns listade i Catalogue of Life.